# 杉点乐园

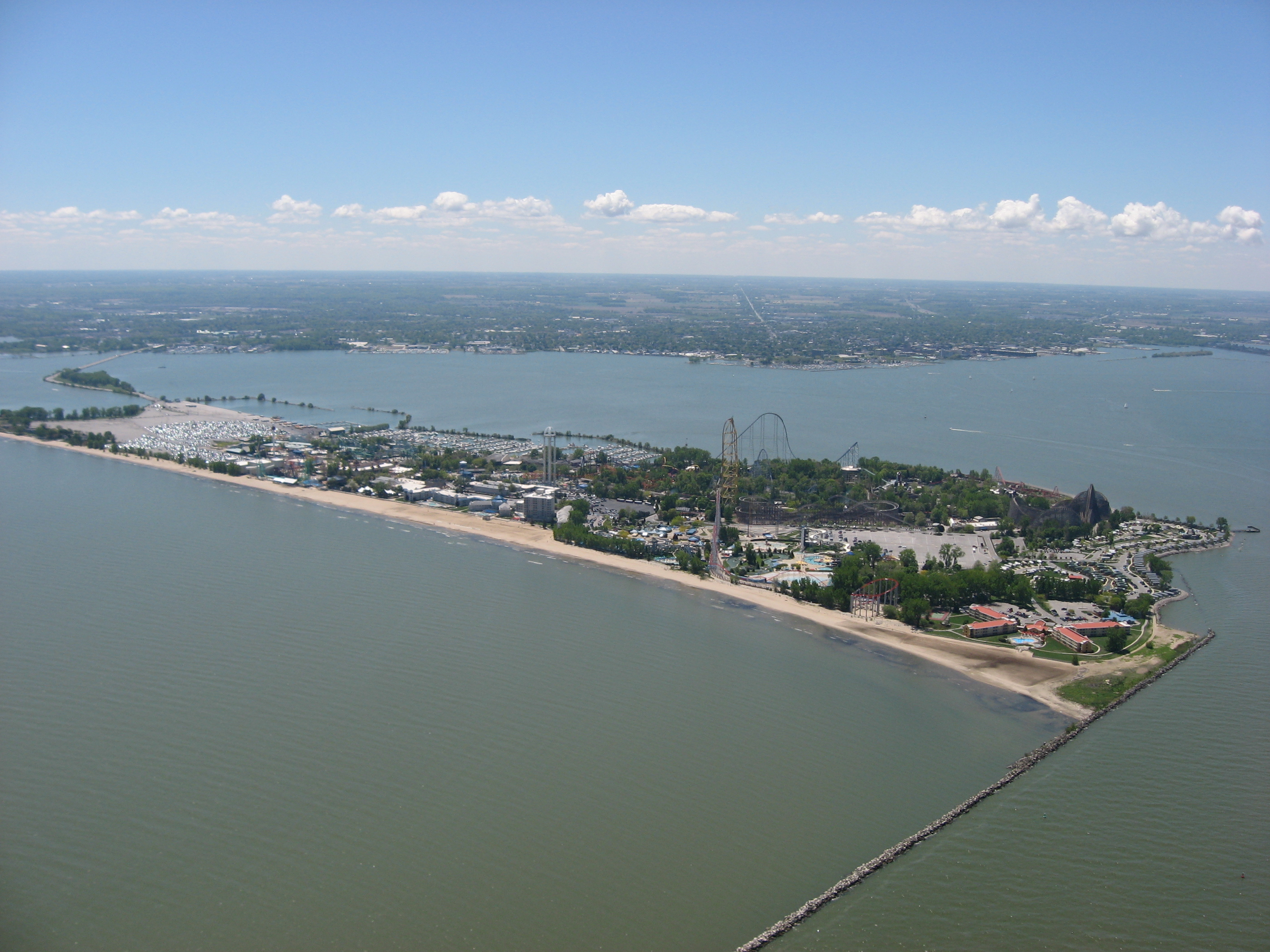
2008年鳥瞰雲彩點主題樂園

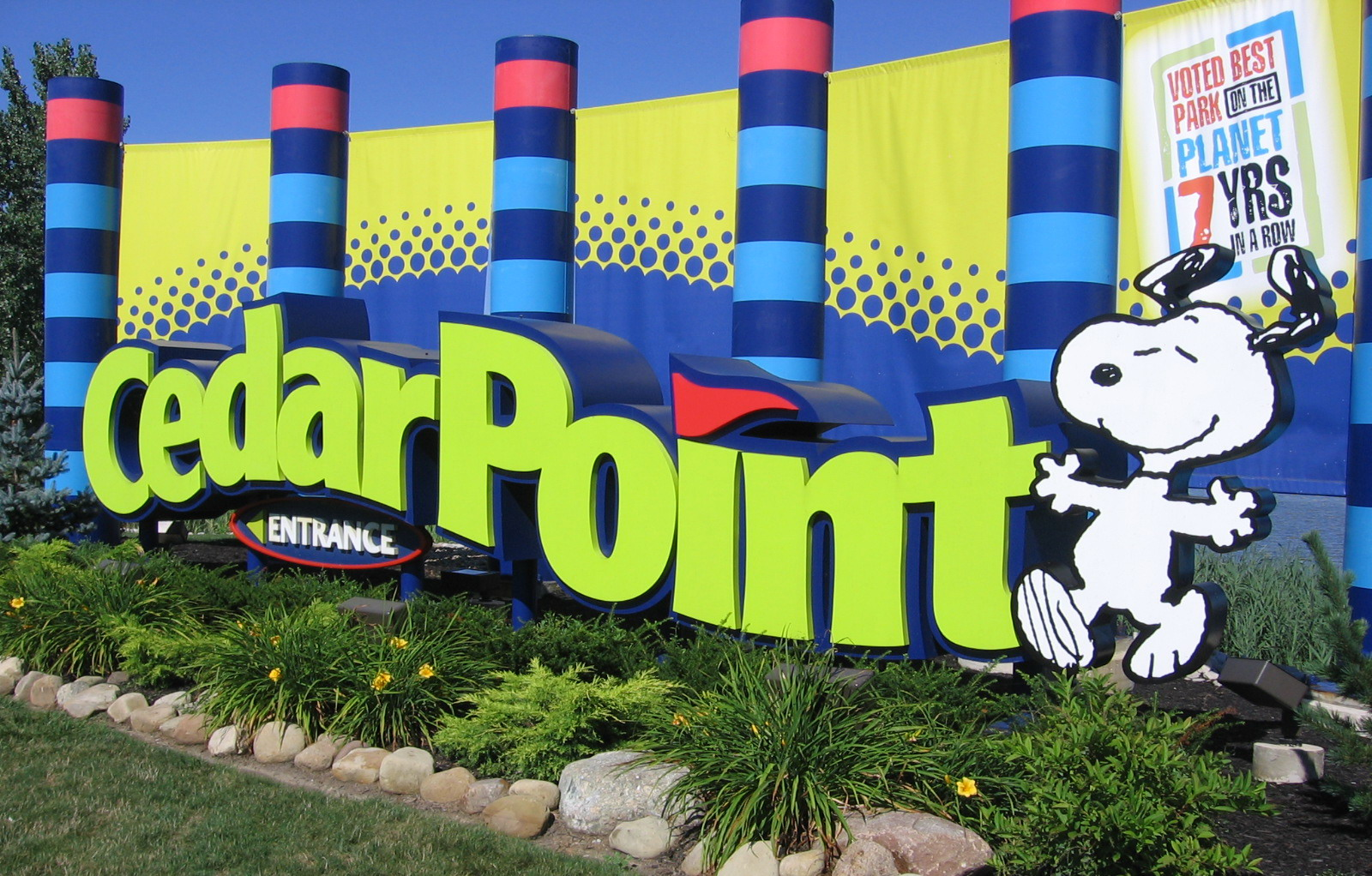
2005年遊樂園入口標誌

雲彩點（英語：Cedar Point） 是一個佔地364英畝（147公頃）的遊樂園，位於美國俄亥俄州桑達斯基的伊利湖半島上，在1870年開幕後，被認為是美國第二古老的運營遊樂園，僅次於Lake Compounce；雲彩點由Cedar Fair擁有和運營，是連鎖遊樂園當中的旗艦型主題樂園，該樂園目前擁有17座雲霄飛車，僅次於加拿大奇幻樂園和Energylandia（17個）以及六旗魔術山樂園（20個），因此被稱之為「America's Roller Coast」。
雲彩點的正常運營季節從5月初持續到9月的勞動節，之後僅在萬聖夜前的周末重新開放，並舉辦HalloWeekends等活動；樂園附近的其他景點包括一個1英里（1.6）長的白色沙灘、一個名為「Cedar Point Shores」的室外水上樂園、一個名為「Castaway Bay」的室內水上樂園和兩個碼頭、名為「Cedar Point Sports Center」的戶外運動場綜合設施，以及附近的幾個度假村。
該樂園已經達到了幾個里程碑，包括成為世界上唯一擁有五個高度至少為200英尺（61）的雲霄飛車的遊樂園——Magnum XL-200、Millennium Force、Valravn、Steel Vengeance、 和Top Thrill 2——也是唯一一個在所有四個高度分類中都有雲霄飛車登榜的遊樂園；雲彩點還從1997年到2013年連續16年獲得Amusement Today頒發的「世界最佳遊樂園」金票獎，該樂園是美國排名前20的遊樂園，在2017年估計有360萬遊客入園，甚至還有幾座建築被列入國家史蹟名錄。

## 延伸閱讀
- Francis, David W.; Diane DeMali Francis. . Amusement Park Books. 1995. ISBN 0-935408-03-7.

## 外部連結
- 官方网站
- Cedar Point （页面存档备份，存于） at the Roller Coaster DataBase